# میکووای کراوچیک

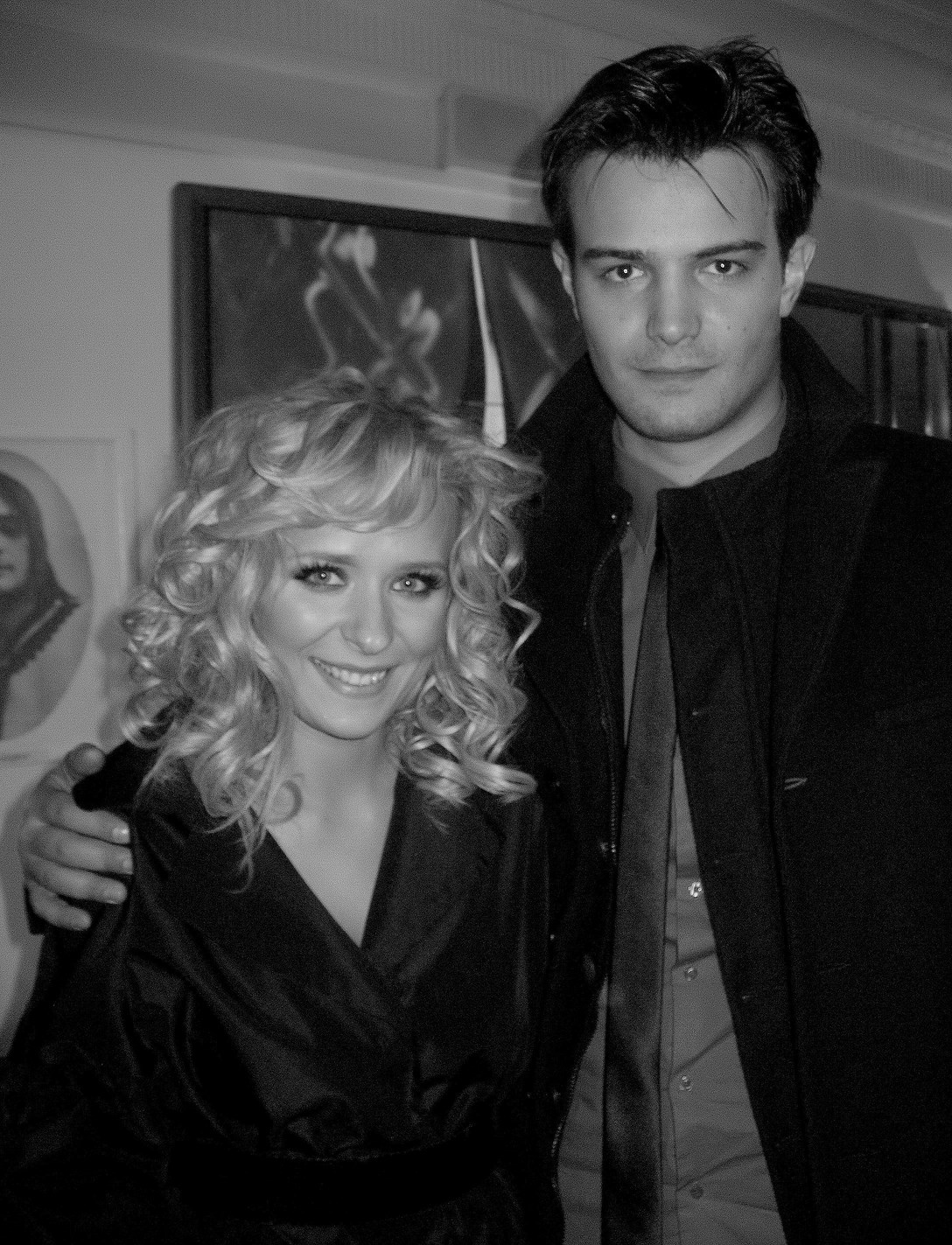
میکلای در کنار آنتا زایونتس (۲۰۰۹)

میکووای کراوچیک (لهستانی: Mikołaj Krawczyk؛ زادهٔ ۲۷ ژانویه ۱۹۸۱) بازیگر و خواننده اهل لهستان است.
از فیلم‌ها یا مجموعه‌های تلویزیونی که وی در آن‌ها نقش داشته‌است، می‌توان به کمیسر ماما، اجاره‌نشین‌ها، مجرد، کارآگاهان جنایی، در خوشی و سختی، مأموریت افغانستان، دوستان، هتل ۵۲، پدر متیو، قانون حقیقی، رنگ‌های خوشبختی، جهان به روایت خانواده کیپسکی، عشق اول، طایفه و سوبیبور اشاره نمود.